# MHT-1
MHT-1はソビエト連邦の装甲車両である。
化学兵器を充填した迫撃砲弾の発射を目的とした自走式迫撃砲に分類される。

## 概要
世界恐慌の影響を受けなかったソ連において、1930年代は数多くの戦車、装甲車が各地で試作された。
MHT-1は1935年に第6機械化旅団の化学部長ゲンナジー・ブリンコフによる、 T-26戦車をベースにした化学兵器を投射できる自走砲 という提案を元に開発が始まった。

## 開発
この時点で既に大量生産が行われたT-26をベースとした各種自走砲は幾つか生産されており、ノウハウはある程度蓄積されていた。第6機械化旅団は所有しているT-26を早速改造し、1935年7月には試作車両が完成、ただちに試験が行われた。
試験の結果は悪くなかったのだが、車体はともかく上部構造や砲などが大量生産には適していなかったためか、大量生産の許可はおりず、そのまま計画は凍結となった。試作車両のその後は不明である。

## 構造
乗員は3名で、車長、砲手、整備士兼ドライバーとなっている。T-26の砲塔にそのまま107mm迫撃砲が三点固定で据え付けられており、砲尾後方に射撃時の緩衝材としてゴム製ショックオブソーバーが取り付けられている。低速移動しながらの発射も試験では行われており、停止状態の理想的な条件下においては16発/分の射撃が可能であった。射程は2-3km。照準用の望遠鏡も備えられていた。自衛火器としてDT機銃が主砲の右側に配置され、1764発の弾丸を車載可能であった。